# Ismael Saibari
Ismael Saibari Ben El Basra (Tarrasa, Barcelona, España, 28 de enero de 2001) es un futbolista marroquí que juega de centrocampista en el PSV Eindhoven de la Eredivisie.

## Selección nacional
Nacido en España, es de ascendencia marroquí. Se trasladó a Bélgica a una edad temprana. Fue internacional en categorías inferiores con Marruecos antes de debutar con la selección absoluta en un amistoso ante Burkina Faso disputado en septiembre de 2023.

## Estadísticas

### Clubes
Actualizado al último partido disputado el 6 de diciembre de 2024.
| Club                         | Div.          | Temporada     | Liga  | Liga  | Liga   | Copas nacionales | Copas nacionales | Copas nacionales | Copas internacionales | Copas internacionales | Copas internacionales | Total | Total | Total  |
| Club                         | Div.          | Temporada     | Part. | Goles | Asist. | Part.            | Goles            | Asist.           | Part.                 | Goles                 | Asist.                | Part. | Goles | Asist. |
| ---------------------------- | ------------- | ------------- | ----- | ----- | ------ | ---------------- | ---------------- | ---------------- | --------------------- | --------------------- | --------------------- | ----- | ----- | ------ |
| Jong PSV · Países Bajos      | 2.ª           | 2020-21       | 24    | 3     | 5      | —                | —                | —                | —                     | —                     | —                     | 24    | 3     | 5      |
| Jong PSV · Países Bajos      | 2.ª           | 2021-22       | 26    | 5     | 6      | —                | —                | —                | —                     | —                     | —                     | 26    | 5     | 6      |
| Jong PSV · Países Bajos      | 2.ª           | 2022-23       | 5     | 1     | 2      | —                | —                | —                | —                     | —                     | —                     | 5     | 1     | 2      |
| Jong PSV · Países Bajos      | Total club    | Total club    | 55    | 9     | 13     | 0                | 0                | 0                | 0                     | 0                     | 0                     | 55    | 9     | 13     |
| PSV Eindhoven · Países Bajos | 1.ª           | 2020-21       | 1     | 0     | 0      | 0                | 0                | 0                | 1                     | 0                     | 0                     | 2     | 0     | 0      |
| PSV Eindhoven · Países Bajos | 1.ª           | 2022-23       | 17    | 0     | 2      | 4                | 0                | 0                | 7                     | 0                     | 0                     | 28    | 0     | 2      |
| PSV Eindhoven · Países Bajos | 1.ª           | 2023-24       | 19    | 5     | 4      | 1                | 0                | 1                | 11                    | 3                     | 0                     | 31    | 8     | 5      |
| PSV Eindhoven · Países Bajos | 1.ª           | 2024-25       | 11    | 3     | 7      | 1                | 0                | 0                | 5                     | 1                     | 1                     | 17    | 4     | 8      |
| PSV Eindhoven · Países Bajos | Total club    | Total club    | 48    | 8     | 13     | 6                | 0                | 1                | 24                    | 4                     | 1                     | 78    | 12    | 15     |
| Total carrera                | Total carrera | Total carrera | 103   | 17    | 26     | 6                | 0                | 1                | 24                    | 4                     | 1                     | 133   | 21    | 28     |

## Palmarés

### Títulos nacionales
| Título                        | Club          | País         | Año     |
| ----------------------------- | ------------- | ------------ | ------- |
| Copa de los Países Bajos      | PSV Eindhoven | Países Bajos | 2021-22 |
| Supercopa de los Países Bajos | PSV Eindhoven | Países Bajos | 2022    |
| Copa de los Países Bajos      | PSV Eindhoven | Países Bajos | 2022-23 |
| Supercopa de los Países Bajos | PSV Eindhoven | Países Bajos | 2023    |
| Eredivisie                    | PSV Eindhoven | Países Bajos | 2023-24 |
| Eredivisie                    | PSV Eindhoven | Países Bajos | 2024-25 |
| Supercopa de los Países Bajos | PSV Eindhoven | Países Bajos | 2025    |